# 2019年1月21日月食
2019年1月21日月食为一次在协调世界时2019年1月21日出現的月全食。該次月食食分為1.195。偏食維持了196分，全食維持61分。

## 概述
這次月食的食分是1.1953，偏食維持了196分，全食維持61分。整个美洲地区、西欧和西北非洲地区，皆可观察到。

## 基本參數
- 類型：月全食
- 食甚資料：
  - 日期：2019年1月21日
  - 時間：5:12
  - 月球位置：赤經8.21度、赤緯20.3度
  - 食分：半影食分：2.168、全影食分：1.195
  - 持續時間：偏食196分、全食61分

## 外部連結
- NASA月食專頁（页面存档备份，存于）（英文）